# Fortbildungstheorie
Unter Fortbildungstheorie ist das erkenntnistheoretische Konzept Ernst Blochs zu verstehen, welches eine Dynamisierung der Abbildtheorie darstellt.
Die Fortbildungstheorie wurde von Ernst Bloch erstmals in dem Artikel Wahrheit als eingreifende Abbildung von Tendenzen – Latenzen 1936 in seinem Prager Exil ausgearbeitet.

## Theorie der Fortbildung
Ernst Bloch geht von zwei Erkenntnistheorien aus, die erst durch den Marxismus dialektisch zusammengeführt wurden.
Erkenntnis als Abbildung: Zunächst entwickelte sich mit Demokrit die Abbildtheorie, nach der sich – ganz materialistisch von den Gegenständen Bilder ablösen, die auf die "Feueratome" der Seele einwirkten. Diese Abbildtheorie sei mit Platon idealistisch gewendet worden in dem Sinne, dass wir die Bilder nur wiedererkennen würden im Abbildungsprozess. Diese Abbildtheorie hielt sich auch in der Scholastik, in der wir die Schöpfung nach-dachten. Auch der mechanistische Materialismus des 19. Jahrhunderts vertrat eine Abbildtheorie.
Erkenntnis als Erzeugung: Mit dem Aufkommen des bürgerlichen Denkens im Kapitalismus und schon bei Descartes setzte hingegen ein anderes Konzept von Erkenntnistheorie an: der Konstruktivismus. Hierunter versteht Bloch, dass die Gedanken nicht abgebildet werden von der äußeren Wirklichkeit, sondern erzeugt werden unabhängig von der Wirklichkeit. Während die Abbildtheorie einen sehr statischen, gleichsam passiven Erkenntnisprozess behauptet, geht die Erzeugungstheorie von einem sehr aktiven Prozess aus. Allerdings verlöre diese Theorie den Zusammenhang mit der Wirklichkeit.
Aus den fortschrittlichen Elementen dieser beiden Theorien entwickelt sich der Ansatz:

Erkenntnis als Fortbildung: Bloch bezieht sich auf eine Passage von Friedrich Engels, in der dieser beschreibt, dass sie zur Abbildtheorie zurückgekehrt seien, allerdings einer, die die Welt nicht statisch, sondern als Prozess begreife. Dieses neue Abbilden verband sich mit der Theorie des Erzeugens zur Theorie des Fortbildens. Hierbei sei die Praxis als das Miteinanderverschränktsein von Sein und Denken im dialektischen Prozess wichtig. Wobei unter Praxis vor allem auch der Arbeitsprozess zu verstehen sei:
„Fortbildungstheorie bildet in der Tat nur ab, indem das arbeitende Subjekt sich ebenso in die Sache begibt, sich hineinbildet und das in ihr angelegt Latente mit bewusst-revolutionärem Anteil vorwärts treibt.“ [...] „Vollziehen der Träume gelingt eben nicht einem bloß feststellenden Abbilden des Gegebenen im Gedanken, dazu hilft erst ein vermehrendes Fortbilden durch den Gedanken, der sich allerdings, sehr wohlverstanden, in der Schwimmrichtung von Tendenz zu Latenz, also im möglichen Met-hodos der Welt halten muss“.
Das Fortbilden sei mit dem dialektischen Prozess verbündet. Da die Welt im Prozess sei, könne auch die Wahrnehmung keine statische Abbildung sein. Im Gegenteil: Erkenntnis fände statt in der Praxis der Weltveränderung mit dem Ziel der Weltveränderung.